# Дягилево (Селижаровский район)
Дягилево — деревня в Селижаровском районе Тверской области. Входит в состав Березугского сельского поселения.

## География
Расположена в 24 километрах к северо-востоку от районного центра Селижарово, на автодороге «Селижарово—Ключи».

## История
Во второй половине XIX — начале XX века деревня Дягилево относилась к Мясковскому приходу Дрыгомской волости Осташковского уезда. В 1889 году в деревне 24 двора, 125 жителей; промыслы: рубка, возка и гонка дров.
В 1940 году деревня центр Дягилевского сельсовета в составе Кировского района Калининской области.
В 1997 году — 26 хозяйств, 84 жителя. Администрация Дягилевского сельского округа, начальная школа, ДК, библиотека.

## Население
| 1859 | 1889 | 1919 | 1997 | 2002 | 2010 |
| ---- | ---- | ---- | ---- | ---- | ---- |
| 67   | ↗125 | ↗162 | ↘84  | ↘48  | ↘37  |